# 副都心線

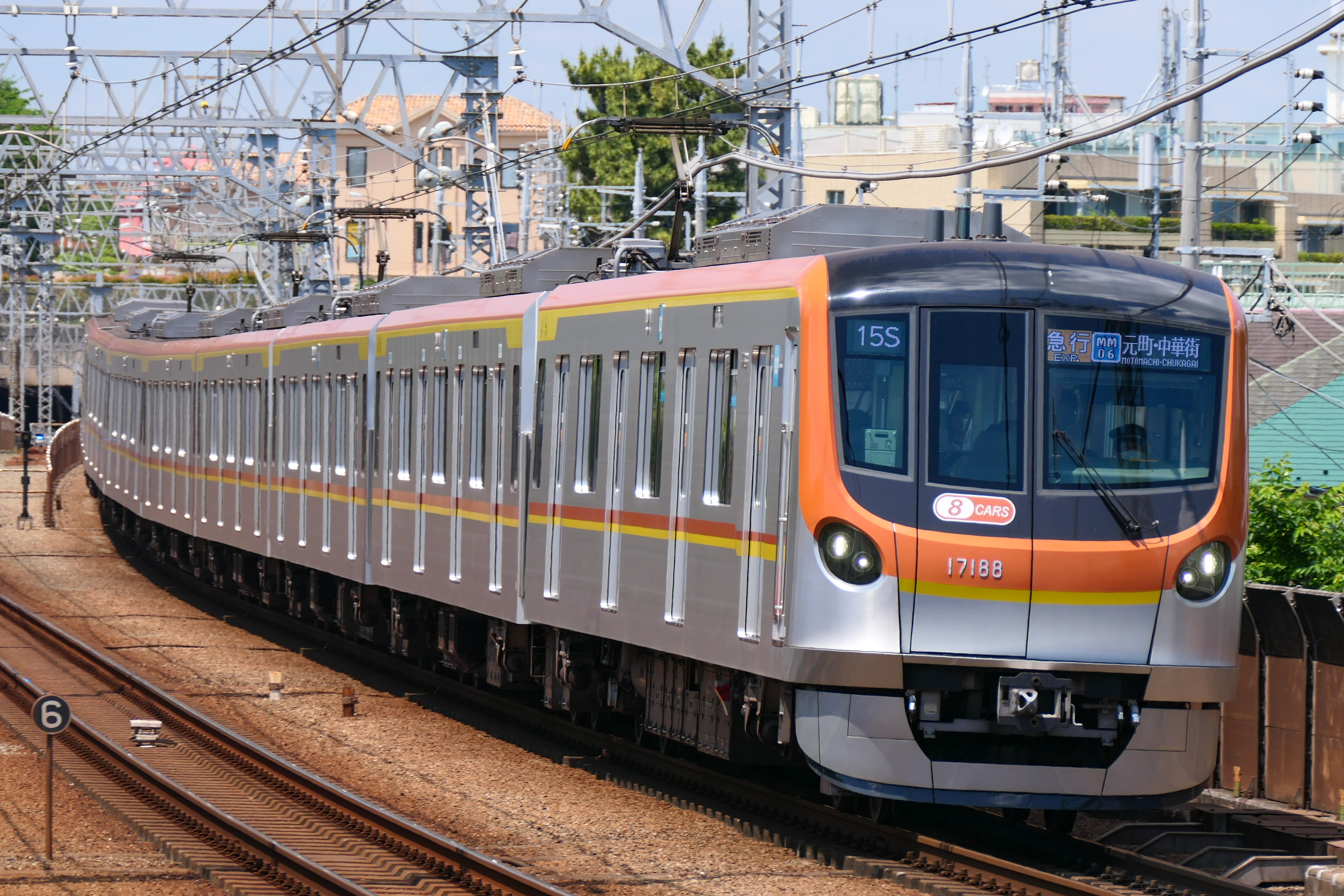
副都心線使用的17000系電力動車組

副都心線（日语：／ Fukutoshin sen */?）是一條連結日本埼玉縣和光市和光市站和東京都澀谷區澀谷站、由東京地下鐵运营的鐵路線。鐵道要覽內的名稱為「13號線副都心線」。和光市－小竹向原段與有樂町線共用軌道、車站、設施，而小竹向原－池袋則與同線並行於複複線路段。
路線名來自路線縱斷池袋、新宿、澀谷三大副都心的特色。車體、路線圖與轉乘資訊使用的路線顏色為棕色，路線記號為F。
包括本路線的5間鐵路公司（東武、西武、東京地下鐵、東急、橫濱高速鐵道）互相直通運行，形成埼玉縣西部的滑川町、川越市、飯能市、所澤市各方向起至神奈川縣橫濱市的廣域鐵路網。

## 路線資料
距離、站數以小竹向原－澀谷之間為準。
- 路線距離（營業距離）：11.9公里
  - 和光市－小竹向原（8.3公里）使用有樂町線的軌道[3]。副都心線和光市－澀谷之間的營業距離為20.2公里。
- 軌距：1,067毫米
- 站數：11個（包括起終點站）
- 複線路段：全線（小竹向原－池袋之間3.0公里為與有樂町線並線）
- 電氣化路段：全線（直流 1,500 V 高架電纜）
- 閉塞方式：速度制御式（東京地下鐵新CS-ATC）
  - 本路線使用ATO裝置。
- 列車無線（日语：列車無線）方式：誘導無線（日语：誘導無線）（IR）方式
- 最高速度：80公里/小時
- 平均速度：急行50.4公里/小時、各停40.2公里/小時
- 表定速度（日语：表定速度）：急行46.6公里/小時、各停31.9公里/小時
- 車輛基地：和光檢車區（日语：和光検車区）、和光檢車區新木場分室（日语：新木場車両基地）
- 最急坡度：40 ‰（新宿三丁目－東新宿）

## 簡介

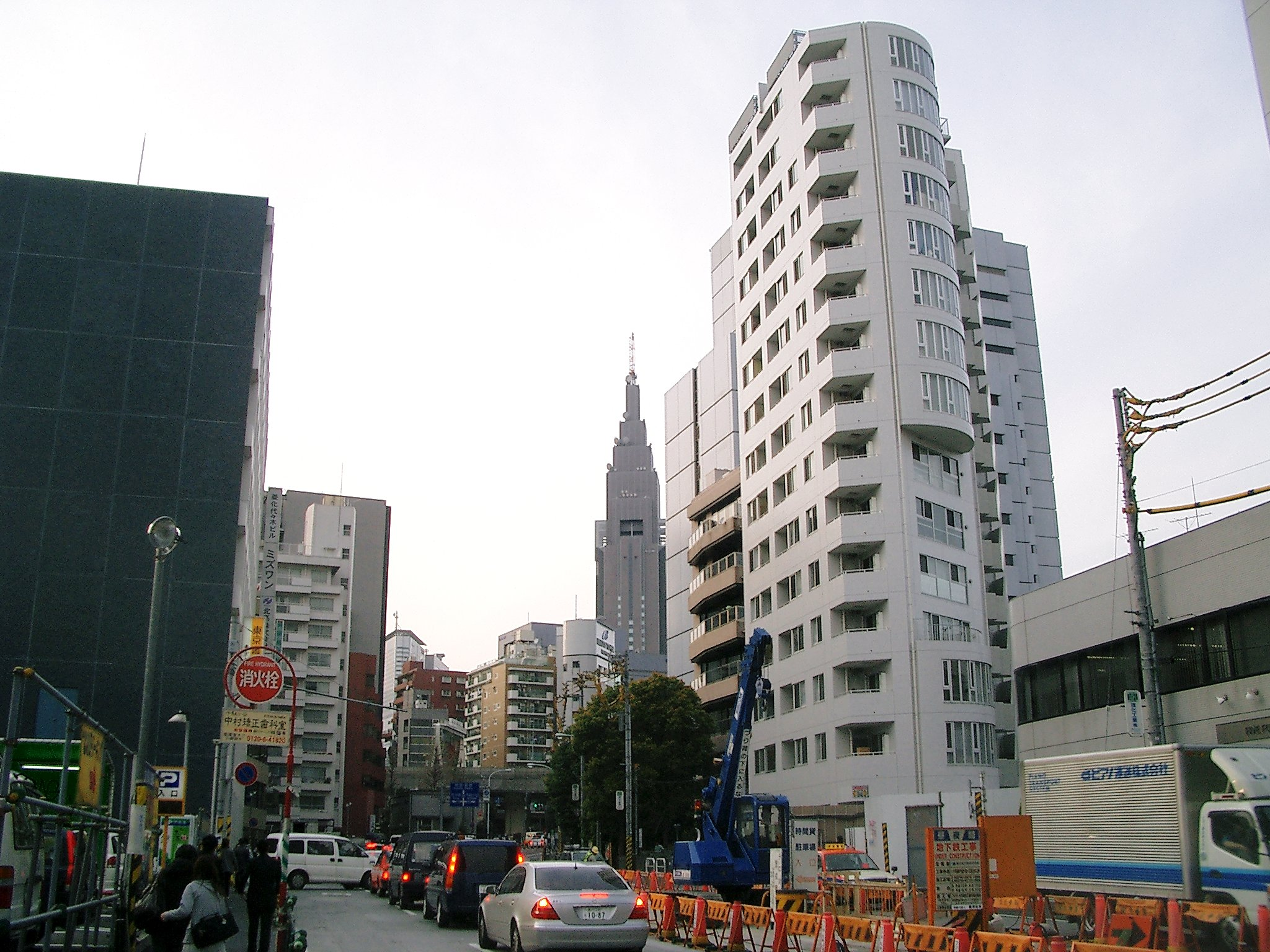
北參道站建設工事（2006年4月撮影）

1985年，「運輸政策審議會」所提出的第7號報告，確立了副都心線路線原型「13號線」的規劃，尋求紓解JR山手線、埼京線「池袋站～澀谷站」段的運輸壓力。其中「志木站～和光市站」段以東武東上本線新建複線軌道方式處理；「和光市站～小竹向原站」段隨著「營團成增站（現在的地下鐵成增站）～池袋站」與「和光市站～營團成增站」路段先後通車，併入有樂町線的營運路線內；「小竹向原站～池袋站」段則有分屬有樂町線與副都心線的複線軌道，在副都心線通車前，此部份被納入「有樂町新線」營運區間；「池袋站～澀谷站」段則為新建區間，於2008年6月14日通車。此外，副都心線也是現階段東京地下鐵公司所興建的最後一條新路線。

### 有樂町新線
「小竹向原站～池袋站」段複線軌道中屬於副都心線的部分，自1994年起設置具有過渡性質的「有樂町新線」區間（或稱為「有樂町線複線部分」；亦可簡稱為「新線」）；代表色與副都心線同為棕色。列車於有樂町新線區間僅停靠小竹向原站與「新線池袋」站（由於副都心線池袋站與有樂町線池袋站位置不同，因此加註「新線」兩字作為區別），千川站與要町站皆為過站不停（副都心線「池袋站～澀谷站」段通車後，列車將開始停靠）；於「和光市站～小竹向原站」段則與有樂町線共用軌道與車站（「池袋站～澀谷站」段通車後亦同）。

### 路線內急行運轉
副都心線設有急行列車服務；副都心線東新宿站設置避車線。副都心線急行列車行駛於與山手線、埼京線、湘南新宿線並行的區間（池袋站～澀谷站路段）的所需時間大致與埼京線、湘南新宿線列車相同（約11分鐘）；普通列車大致與山手線列車相同（約16分鐘）。

## 歷史
包括一部分作為有樂町線興建的路段。
- 1972年（昭和47年）3月：都市交通審議會答申第15號追加都市計劃第13號線。
- 1973年（昭和48年）2月26日：後來的共用路段成增－池袋間的建設工程開工。
- 1975年（昭和50年）9月2日：申請認可13號線和光市－成增間、池袋－澀谷間的地方鐵道敷設免許（許可證），並更改8號線向原－池袋間的工程方法（13號線與之平行，另外建設）。
- 1976年（昭和51年）8月11日：取得13號線和光市－成增間、池袋－澀谷間的地方鐵道敷設免許，並獲得8號線向原－池袋間工程更改認可。
- 1978年（昭和53年）9月1日：相同的共用路段和光市－成增間開始建設工程，另外更改建設工事計劃，第13號線開始小竹向原－新線池袋間的建設。
- 1983年（昭和58年）6月24日：營團成增（今：地下鐵成增）－池袋間通車。
- 1985年（昭和60年）
  - 7月11日：運輸政策審議會答申第7號再度制定志木起至澀谷的路線。
  - 8月：小竹向原－新線池袋（現·副都心線池袋）13號線路段建設工程完工（此時尚未開始使用）。
- 1987年（昭和62年）8月25日：和光市－營團成增（今：地下鐵成增）間開業。
- 1992年（平成4年）5月：為了準備後來成為副都心線一部分小竹向原－新線池袋間（現·副都心線池袋）的開業，新線池袋站開始內裝工事等的施工。
- 1994年（平成6年）12月7日：小竹向原－新線池袋（今：副都心線池袋）間以「有樂町線新線」名義通車。中途的千川站與要町站則過站不停（車站構造物在有樂町線建設時已興建完成）。
- 1998年（平成10年）12月17日：13號線追加申請池袋－澀谷間的鐵道事業免許。由於帶有山手線的急行線的性格，建設費削減，設置站發表為4個車站[4]。
- 1999年（平成11年）1月25日：第13號線池袋－澀谷間取得鐵道事業免許。
- 2001年（平成13年）
  - 3月30日：13號線池袋－澀谷間獲得施工許可。
  - 5月15日：池袋－澀谷間決定都市計劃。
  - 6月15日：13號線池袋－澀谷間開工。
- 2002年 （平成14年）
  - 1月29日：決定與東急東橫線直通運轉[5]。
- 2007年（平成19年）
  - 1月24日：13號線的路線名稱公布為「副都心線」，同時公布第二階段路線（池袋站－澀谷站間）的正式站名。池袋站起依次為雜司谷、西早稻田、東新宿（新宿七丁目）、新宿三丁目、北參道（新千駄谷）、明治神宮前、澀谷（括號內是建設中的臨時名稱）。
  - 12月5日：東新宿站構內舉行軌道締結式、東新宿變電所舉行通電儀式。
  - 12月7日：池袋－澀谷間首次有列車試運轉。
- 2008年（平成20年）
  - 3月27日：發表6月14日以後的有樂町線、副都心線時刻表概要。副都心線急行與通勤急行、有樂町線在該線內首次進行通過運行的準急開始運行。
  - 4月16日：副都心線進行官方試運轉。
  - 5月14日：平日早上繁忙時間帶的往澀谷將在6月16日引入女性專用車。
  - 6月13日：通車前夕在新宿三丁目站內舉行通車典禮。
  - 6月14日：副都心線池袋站－澀谷間通車。同時有樂町新線編入副都心線，新線池袋站改名為池袋站，開始與東武東上線、西武有樂町線-池袋線直通運轉。比起當初預定晚了3個月通車。
  - 6月16日：通車後首次以平日時刻表運行，由於小竹向原站是複雜的直通運轉地點，造成本路線與有樂町線全天時刻表混亂，而直通的東武東上線與西武線一部分列車也發生延誤。
  - 11月29日：與有樂町線一起改點。
- 2010年（平成22年）
  - 3月6日：明治神宮前站加入副站名〈原宿〉，急行在假日會停靠該站。
  - 10月16日：地下鐵成增－小竹向原間各站設置月台閘門，除和光市站外，副都心線所有車站啟用月台閘門。
- 2011年（平成23年）
  - 2月23日：地下鐵成增－冰川台、小竹向原B線引入發車提示音[6]。
  - 3月14日：該月11日發生東北地方太平洋沖地震，導致發電所停止，電力供給短缺，東京電力需要實行輪流停電（日语：輪番停電）（計劃停電），停止與東武東上線、西武有樂町線、西武池袋線直通運轉，急行、通勤急行、和光市－池袋間也暫停運行。早尖峰於4/1恢復正常，假日時段與平日時段則分別在6/11與9/12恢復正常。
  - 10月4日：8時54分許，小竹向原站混凝土崩落，信號切斷。
  - 12月7日：2時10分許，有樂町線豐洲站發生夜間作業事故，出現死傷者。
- 2012年（平成24年）
  - 4月21日：和光市站設置有樂町線式月台閘門，7月7日啟用所有車站月台閘門，與首次有樂町線設置與共同設置地面車站。該站引入發車音樂，此時副都心線所有車站都已設置。
  - 7月1日：為了和東急東橫線互相直通運轉，澀谷站恢復為兩個島式月台。
- 2013年（平成25年）
  - 3月16日：開始與東急東橫線、港未來線互相直通運轉[7][8][9][10]。
  - 3月18日：伴隨東橫線、港未來線開始互相直通運行，平日時刻表與女性專用車改變運用時間與擴大設定路段。
- 2014年（平成26年）3月15日：實行時刻表改正，平日早上小竹向原站往有樂町線新木場的接續改善，平日6時台起至7時台澀谷方向起往新宿三丁目增至2班來回[11]
- 2015年（平成27年）3月28日：和光市－小竹向原間開始一人控制[12]。
- 2019年（平成31年）3月16日：時刻表改正，與東武東上線的直通運行路段延長至小川町站[13]。
- 2021年（令和3年）2月21日：東京地鐵17000系電聯車投入使用[14][15]。

## 運行形態
副都心線的急行與通勤急行全部列車為10節編組，各站停車大部分為8節編組。10節編組與8節編組列車的停止位置不同，因此車站時刻表、顯示屏、接近廣播都會導覽列車的編組節數。另外由於可經澀谷站直通至東急東橫線、經小竹向原站直通西武線（途經西武有樂町線直通池袋線）、經和光市站直通東武東上線內，多數列車都有改變類別的設定，故此也會導覽直通路線內的類別。
副都心線的終點澀谷站，所有列車直通至東急東橫線。當中大半列車還會經東橫線的終點站橫濱站進一步直通至橫濱高速鐵道港未來線元町·中華街站。不過東橫線、港未來線全日都有不少不直通至副都心線（澀谷站折返）的列車。
日間以30分鐘的循環頻率運行。其間急行每15分鐘2班，各站停車間隔不定5班，當中1班在池袋站折返東橫線方向。

### 互相直通運行

#### 東武東上線直通
2008年6月14日開業當初就已經途經和光市站直通至東武東上線森林公園站，2019年3月16日時刻表改正後直通運行至小川町站。急行、通勤急行、各站停車在東武線內都作為各站停車的「普通」運行，直至2016年3月26日以後日間時副都心線急行「急行」運行時，週末假日一部分列車作為「快速急行」運行。
2016年3月26日時刻表改正前基本上都是川越市站到發列車，森林公園站到發列車只限進出鄰接車站構內的森林公園檢修區與早上晚間的東武車。2013年3月16日時刻表改正以後，日間以川越市站到發的急行（東武線內普通）每30分鐘1班運行，2016年3月26日時刻表改正以後，改為在森林公園站到發（東武線內急行）。10節編組運行。2019年3月16日時刻表改正起，只限週末假日時間表的早上一部分列車在小川町站到發。
只有在平日時刻表才有早上與黃昏以後一部分列車以志木站到發。這些列車都是8節編組。

#### 西武線直通
2008年6月14日開業當初已途經小竹向原站和西武有樂町線直通至西武池袋線飯能站。西武線直通的速達列車有「急行」與「通勤急行」兩種。列車在小竹向原站更改類別，西武線內可改為快速急行、快速、準急、各站停車。
2013年3月16日時刻表改正以後，日間時段的急行在西武線內快速升級為「快速急行」。此時段急行（西武線內快速急行）與各站停車（西武線內各站停車）每30分鐘運行2班，1小時有1班小手指站、飯能站到發的急行，1班在保谷站、石神井公園站到發的各站停車。2013年改正前飯能站到發的急行（西武線內快速）與石神井公園站到發的各站停車各以30分鐘間隔運行。
西武線內各站停車列車全日運行，日間如前述設定在保谷站、石神井公園站到發。早上、黃昏有以清瀨站、小手指站到發的列車，週末假日往飯能有1班，所澤站到發有1班來回。所澤到發列車為8節，除此以外的列車不論節數運行。
西武線內準急列車在所澤站、小手指站、飯能站到發。
西武線內快速列車在飯能站到發與平日往所澤。
西武線內快速急行列車在所澤站、小手指站、飯能站到發。
2016年6月16日公佈收費指定席直通列車將於2017年春引入。2017年1月10日公佈了運行開始預定日、時刻表和收費等細節。列車名為「S-TRAIN」，並於同年3月25日起開始運行。

#### 東急東橫線、港未來線直通
2013年3月16日時刻表改正起，新的另一端終點站澀谷站可直通至東急東橫線，東橫線的終點橫濱站可直通至橫濱高速鐵道港未來線，開始直通運行至元町·中華街站。
副都心線的澀谷側，除澀谷開往和光市2班列車外（早上首班車有1班，平日黃昏與週末假日夜間各1班）全數列車直通運行至東急東橫線。日間時段，副都心線急行在東急東橫線內作為特急，副都心線各站停車當中1小時有4班在東急東橫線內作為急行運行。另一方面，東急東橫線開抵的列車1小時6班當中，2班往池袋，餘下4班在澀谷站到發（不直通副都心線），直通至小竹向原方向的列車有三分之二。
東急線內作為特急、通勤特急的列車在橫濱站與元町·中華街站到發，都使用各公司的10節編組列車，週末假日只限1班特急往橫濱（到達橫濱站2號月台，可轉乘1號月台停車中的各站停車往元町·中華街）。
東急線內作為急行運行的列車大半都在「元町·中華街站」到發，不過也有在武藏小杉站、菊名站、橫濱站到發的列車。
東急線內作為各站停車運行的列車以「元町·中華街站」到發為中心，一部分列車以武藏小杉站、元住吉站、菊名站到發與往橫濱。
此互相直通運行開始時東橫線澀谷站－代官山站間進行地下化，副都心線澀谷站開業當初就與東京急行電鐵（當時。以下「東急電鐵」）的100%子公司東急鐵路服務與東急田園都市線（半藏門線）車站將車站管理業務一體化。車站構內的旅客資訊屏與發車標等為東急樣式，接近廣播與發車音樂則由東京地下鐵提供。現在作為副都心線出發的列車使用東京地下鐵樣式的發車音樂與喚起注意廣播。
與副都心線的互相直通運行開始以前東橫線與港未來線全部列車皆為8節編組，往副都心線的直通作為契機將除速達列車（特急、通勤特急、急行）的一部分列車外增強為10節編組，東橫線與港未來線的速達列車停靠站進行月台延伸工程，以停靠10節編組列車。但是各站停車一直都以8節編組運行。此為副都心線開業當初起各站停車就採用8節編組的原因。

### 列車類別
副都心線有以下類別列車運行。副都心線內現行的停靠站參見「車站列表」。包括S-TRAIN在該線內有速達運行的優等類別，是日本地下鐵首次有3種類列車運行。

#### S-TRAIN
2017年3月25日起週末假日開始運行指定席列車。在港未來線元町·中華街站－西武秩父線西武秩父站之間運行。乘車必須購買指定席券，中途只停靠澀谷站、新宿三丁目站、池袋站（另有只供乘務員交替的小竹向原站作運行停車），而且不發行只在副都心線內的指定席券。池袋站起不能乘車。地下鐵線內運行指定座列車是千代田線運行｢特急浪漫特快｣以来第2例。

#### 急行（包括F Liner）
東京地下鐵路線繼東西線的快速後第2例在地下鐵線內開行不加費速達列車，和光市站－澀谷站間全線運行急行，全數列車以10節編組運行。
定期時刻表當中大部分急行都在東新宿站追過各站停車。因此，南行在新宿三丁目站之後可轉乘各站停車（東橫線、港未來線內急行），北行在池袋站後同樣可轉乘各站停車。與有樂町線的轉乘站小竹向原站，可轉乘東武東上線方向到發的急行與和光市到發的各站停車（直通有樂町線）、之後直西武線方向到發的各站停車（直通有樂町線）、西武線方向到發的急行（西武線內定期列車除急行以外的類別）與東武東上線方向的各站停車（直通有樂町線）。澀谷站可轉乘東急東橫線的各站停車（澀谷站終到的東橫線各站停車多數都停靠不同的到站月台，不能轉乘副都心線急行的情況較多）。日間時段澀谷站起的東橫線內作為「特急」，西武線直通列車在小竹向原起作為「快速急行」，在東武東上線直通列車作為「急行」運行。這個組合改變的列車類別獲命名為「F-liner」。至2016年3月25日前，東武東上線直通列車的東武線內類別為「普通」。
乘搭速達列車的急行、通勤急行在池袋站－澀谷站的乘車時間與埼京線、湘南新宿線相同，均為11分鐘。早上與晚間除和光市到發以外列車都直通運行至東武東上線或西武池袋線，所有列車都直通至東急東橫線、港未來線。
雖然停靠站並無分別，不過F Liner與平日運行時的急行為紅色，週末假日運行時的急行為朱紅色。
東武東上線直通列車主要在森林公園站到發，一部分也在川越市站、小川町站到發。川越市站到發列車在和光市站類別改為「普通」，森林公園站到發列車改為「普通」、「急行」，小川町到發列車改為「急行」、「快速急行」（快速急行只限週末假日）。日間北行、南行均可在小竹向原站轉乘和光市站－有樂町線新木場站間的各站停車。除此以外該站北行可轉乘有樂町線開抵往西武池袋線小手指的列車，南行可轉乘池袋線石神井公園開往有樂町線新木場的列車。
西武池袋線直通主要在小手指站、飯能站到發，一部分列車也運行至保谷站、清瀨站、石神井公園站。小竹向原站類別會改為「各停」「準急」「快速」「快速急行」（快速急行為2013年3月起）。日間北行、南行都可在小竹向原站轉乘東武東上線川越市站－有樂町線新木場站間的各站停車。
東急東橫線、港未來線直通列車除週末假日2班菊名開出的列車外所有列車在元町·中華街站到發，澀谷站改別類別為特急、通勤特急、急行。
另外，副都心線內到發也有設定在和光市站到發。當中週末假日只限往和光市1班兼作車輛交會澀谷開（元住吉檢車區回送），可轉乘東急東橫線開至澀谷的急行列車。
當初與都營地下鐵新宿線的急行相同，不設2站以上連續停車，但在2010年3月6日時刻表改正起，週末假日時刻表急行也在明治神宮前〈原宿〉站停車。此起，雖然停車日有限，但可轉乘東京地下鐵其他路線。2016年3月28日起平日時刻表，急行也在明治神宮前站停車，2016年3月26日時刻表改正起，東武東上線內急行或西武線內快速急行、副都心線內急行、東急東橫線、港未來線內的特急組成的列車命名為「F Liner」。

#### 通勤急行

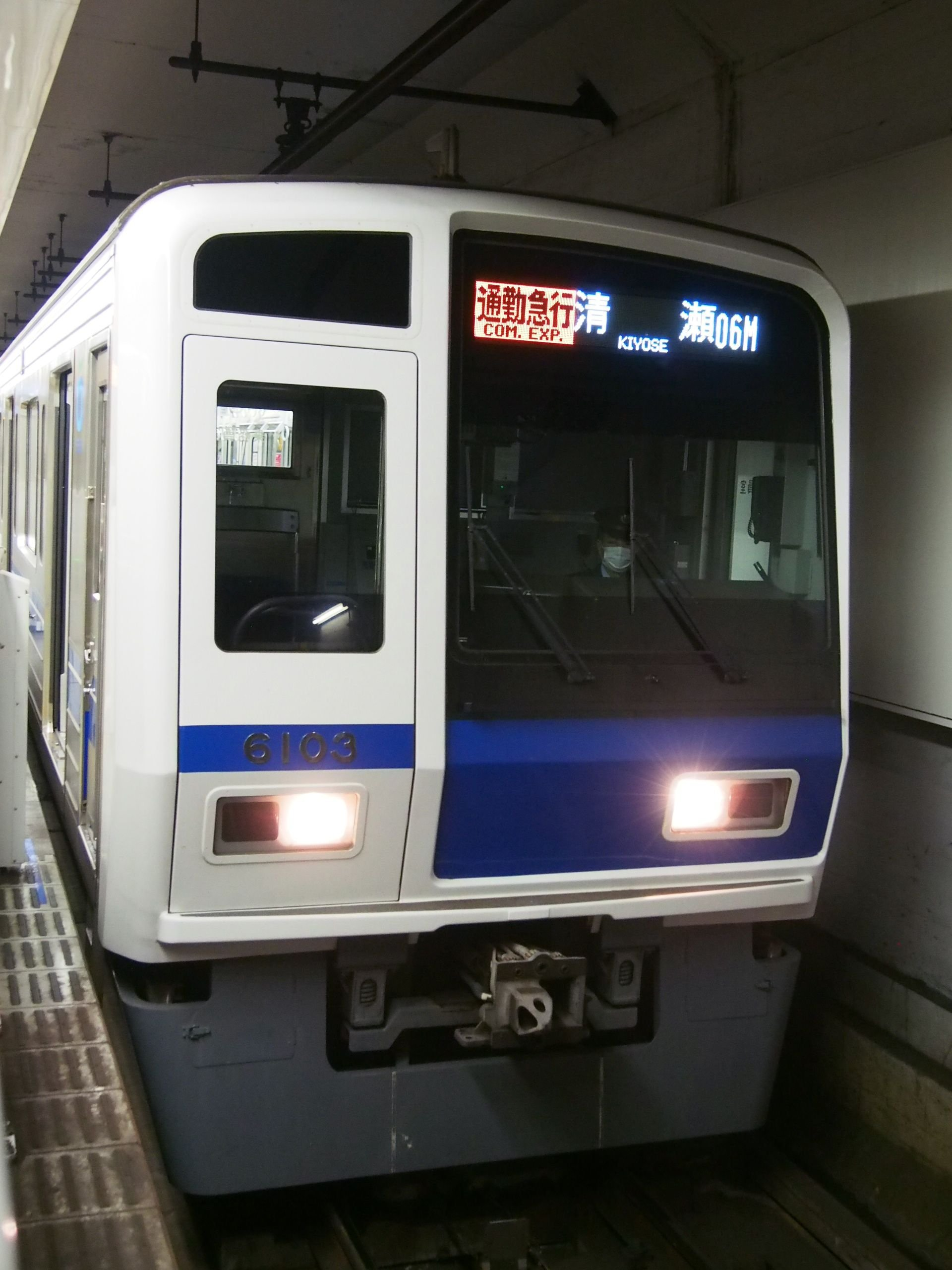
設定開始當初西武6000系運行的通勤急行只限以和光市到發，2016年3月28日起直通西武線。照片為平日早上只限運行2班通勤急行往清瀨，小竹向原起各站停車。（2016年3月31日池袋）

在平日早上繁忙時段運行。和光市站－小竹向原站間為各站停車，小竹向原站－澀谷站間通過運行。車輛與車站的類別顯示為「通勤急行」或「通急」，北行的小竹向原站－和光市站間所有列車至和光市為止各站停車，該路段則作各站停車導覽。早上有數班東武線內急行運行的列車，此時會作宣佈。所有列車以10節編組運行。與急行同樣在東新宿站進入通過線，超過各站停車。
基本上以橙色、黃色顯示。
西武線直通的通勤急行，直至2016年3月26日實施的時刻表改正以前，與小竹向原站－澀谷站間的急行並無停靠站分別，該時段的運行直通東武東上線為速達列車，和光市站到發為通勤急行，西武線直通為急行，同年3月28日以後平日的急行也在明治神宮前站停車，小竹向原站－澀谷站間急行停靠站，而且因為通過明治神宮前站與通勤急行停靠站出現差異，西武線直通列車也新設通勤急行。因此通勤急行的設定上比急行等級低，比西武線直通列車的急行等級高。
以東武東上線內的普通類別為中心，也有一部分急行。川越市站（只限普通）、森林公園站到發。
西武有樂町線、池袋線內的類別以準急為中心，一部也以快速急行、快速、各站停車為中心。也存在以清瀨站（只限各站停車）、保谷站、所澤站、小手指站、飯能站到發。
東急東橫線、港未來線直通大多數列車都以元町·中華街站到發，澀谷站會改變類別為特急、通勤特急、急行，急行的一部分列車在武藏小杉站、菊名站、橫濱站開。

#### 各站停車
車站、車輛的類別顯示也導覽作「各站停車」。池袋站－澀谷站間的所需時間與山手線相同的16分鐘。基本上東京地下鐵車輛、東急電鐵車輛、橫濱高速鐵道車輛都作8節編組運行，不直通東急東橫線的列車都在澀谷站改變類別，皆以各公司的10節編組運行（東橫線、港未來線內的急行通過站有效長度為8節，東橫線內各站停車的列車必然為8節）。車輛編組視乎時刻表決定，車站時刻表的數字四角圍起來的列車為8節編組（但是檢査車輛不足與時刻表混亂時也會有以8節編組運用代替10節編組）。開業時起所有列車都在東新宿站進入待避線，通過線側的牆壁拆去後，2015年5月30日起待避急行、通勤急行通過的列車在東新宿站則進入本線。東急東橫線內作急行的列車在東新宿站待避急行、通勤急行。東橫線內各站停車列車在日間以外待避通過列車，大半都在副都心線內澀谷站（多數都前往東橫線自由丘）、小竹向原站。
日間以北行澀谷站、新宿三丁目站為基準，南行以小竹向原站、池袋站基準，東武東上線森林公園站到發F Liner正前行走的東橫線內急行的和光市站到發列車，可轉乘小竹向原站，西武池袋線小手指站、保谷站－有樂町線新木場站間的各站停車。
2017年3月25日的時刻表改正，東橫線、港未來線內急行只限在東新宿站待避座席定員制列車S-TRAIN。此時不另收費列車先到澀谷站、小竹向原站。
基本上和光市站、池袋站到發與東急東橫線、港未來線直通，以港未來線、東急東橫線－副都心線－西武池袋線直通，以早晚為中心，新宿三丁目站到發直通東急東橫線、港未來線直通，和光市起直通東武東上線。因此，小竹向原開往元町·中華街在早上有1班，只限副都心線內運行澀谷開往和光市的列車2班，千川開往武藏小杉平日1班，往元町·中華街於平日為去裡。
2017年3月25日改正，日間的東橫線菊名站到發的各站停車統一在池袋站到發。此列車因為除元住吉站待避F Liner特急以外不需待避速達列車，池袋站－大倉山站間不論南行北行都是先抵列車。
東武東上線直通以志木站（只限平日）為中心，一部分列車在川越市站、森林公園站到發。對於和光市站，東武線內作為急行運行，平日除1班來回外全部列車類別都由「各停」改為「普通」。8節編組全部以志木站到發。
西武池袋線直通以保谷站、石神井公園站（一部分列車為清瀨站、所澤站、小手指站、飯能站）到發運行。日間設有保谷站、石神井公園站到發。基本上以8節編組運行，一部分也以10節編組運行。小竹向原站存在數班快速急行、快速、準急更改類別的列車，存在夾着副都心線，在池袋線、西武有樂町線內為準急，東橫線、港未來線內為急行等兩端皆為優等列車。東橫線內急行需在東新宿站待避通過。
東急東橫線直通在日間菊名站與元町·中華街站到發運行以早晩為中心，存在武藏小杉站、元住吉站到發與在橫濱停運的列車。一部分列車在澀谷站改變類別為急行、特急、通勤特急。受月台有效長度影響，東橫線內各站停車列車均為8節編組，不使用東武車和西武車。平日深夜運行新宿三丁目站開的各站停車（東橫線內急行）往橫濱站終到的列車可在橫濱站先行轉乘往各站停車往元町·中華街，副都心線新宿三丁目站、北參道站、明治神宮前（原宿）站，是橫濱站以南的最終列車。此列車終點橫濱站折返成為急行往武藏小杉站，使用橫濱站上行列車的2號月台到站。另一方面此列車在澀谷站先行各站停車（東橫線內各站停車）可與和光市站開往元町、中華街站列車轉乘，澀谷站以南以此各站停車成為橫濱站以南的末班車。
類別色基本上以藍色與黑白顯示，車站與車輛顯示不同。

### 西武巨蛋的觀光客輸送
西武巨蛋舉辦職業棒球比賽等活動時，往小手指的急行（西武線內快速急行）將改為往西武球場前的急行（西武線內快速）。此時，作為代替，運行雲雀之丘開的快速急行往小手指，不帶「F Liner」名稱。

## 使用車輛

### 自身車輛
全部車輛都屬於和光檢車區。
10000系（有樂町線、副都心線車輛）
為了池袋－澀谷間開業而製造的東京地下鐵成立後首種新系列車輛。2006年（平成18年）9月1日起開始在有樂町線營業運行，至翌年2007年度為止已有10節編組20班（200節），在開前配備10節編組2班（20節）。最終在2010年（平成22年）1月建成10節編組36班（360節），完成增建。副都心線車門位置與有樂町線共通。
副都心線的色帶顏色為茶色。但是至1次車的第04編組為止與有樂町線共通，在茶色色帶之下還有細條金色色帶。
至1次車的第05編組為止中間車2節可抽起作8節編組運行，7000系的8節編組不足時可作8節化運行。
17000系（有樂町線、副都心線車輛）
2021年2月21日開始引入，全數替換已有的7000系。

#### 過去使用的車輛
7000系（為用於有樂町線而製造的車輛）
作為有樂町線用車輛而製造，其中改造編組也用於本路線。東急東橫線、橫濱高速鐵道港未來線只限各停停車的車站月台基本上不延長至10節編組，為了用於兩線互相直通運行的各站停車用車輛，第03、09、13、15、16、20、27－34編組均為8節編組，而帶色都改為與10000系相同，並實施副都心線專用車用的改造。
一部分編組為10節編組並進行副都心線相關工程，帶色也與10000系同樣更改。最終形成與有樂町線兼用的10節編組有6班（60節），副都心線專用的8節編組有15班（120節）的體系，餘下的7000系廢車。
此線直通的東急東橫線可在轉乘日比谷線的中目黑站看到與日比谷線用車輛並行的情況，而東橫線與東急目黑線並行的田園調布站－日吉站間可看見與三田線和南北線車輛並行。
有樂町線用07系全為6編組（07-101F－106F）時，預定也用於同系列，西早稻田站工地也描繪了該系列的插圖，北參道站建設預定地附近的看板也使用該系列的照片。之後，與有樂町線的共用站小竹向原站設置月台閘門，門距不同的07系無法停靠有樂町線、副都心線，最終所有編組都轉往東西線。

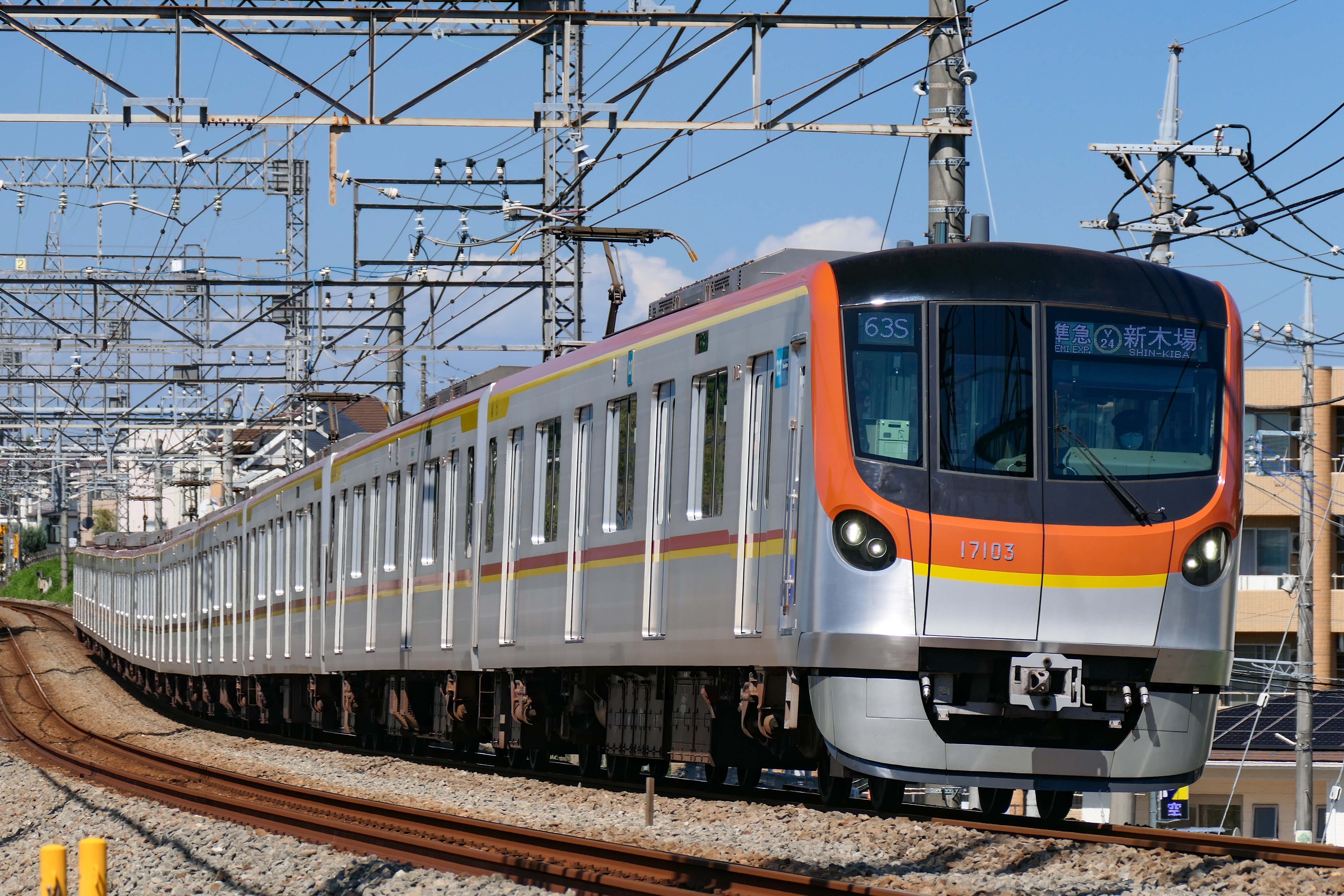
17000系 （2021年10月2日）
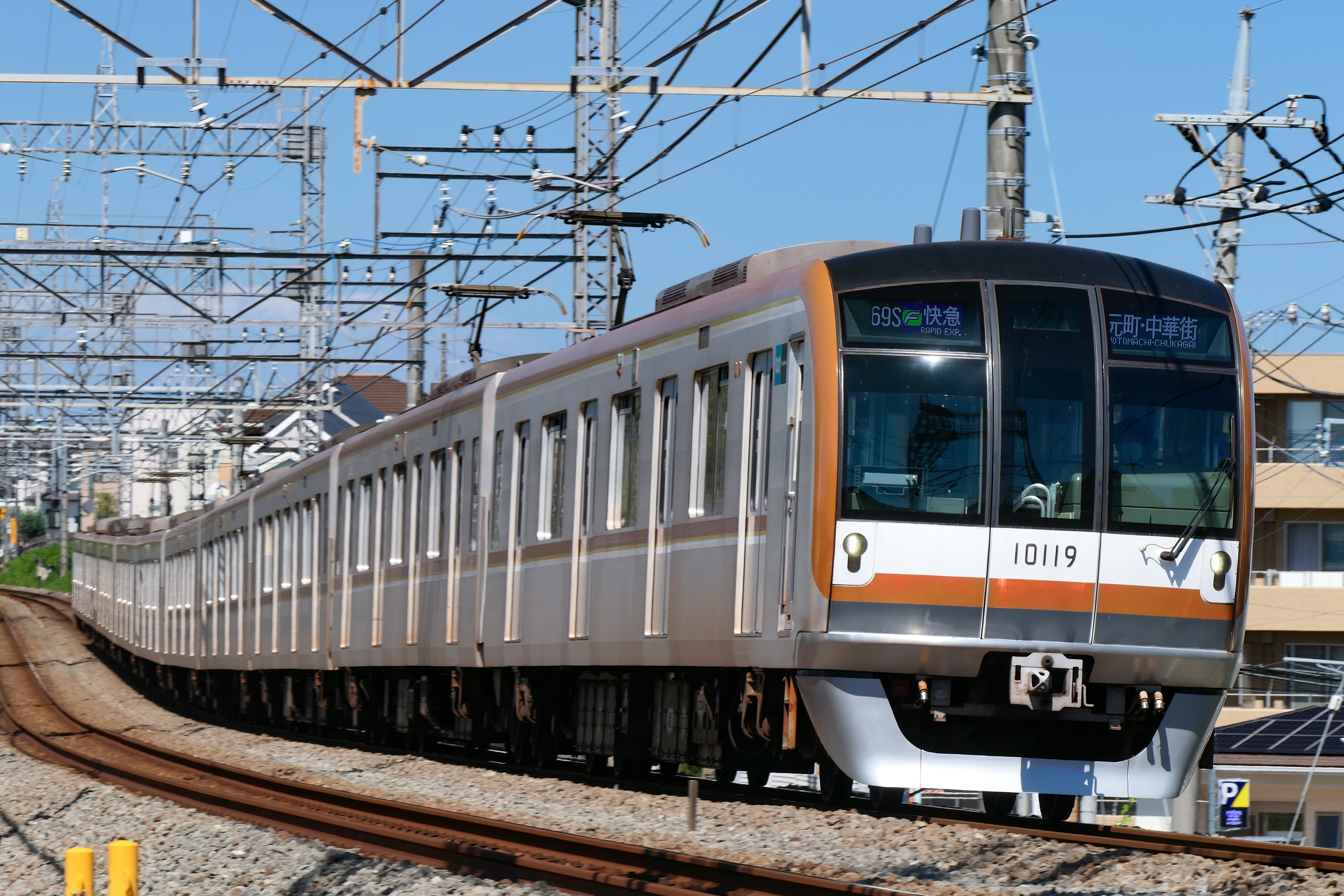
10000系 （2021年10月2日）
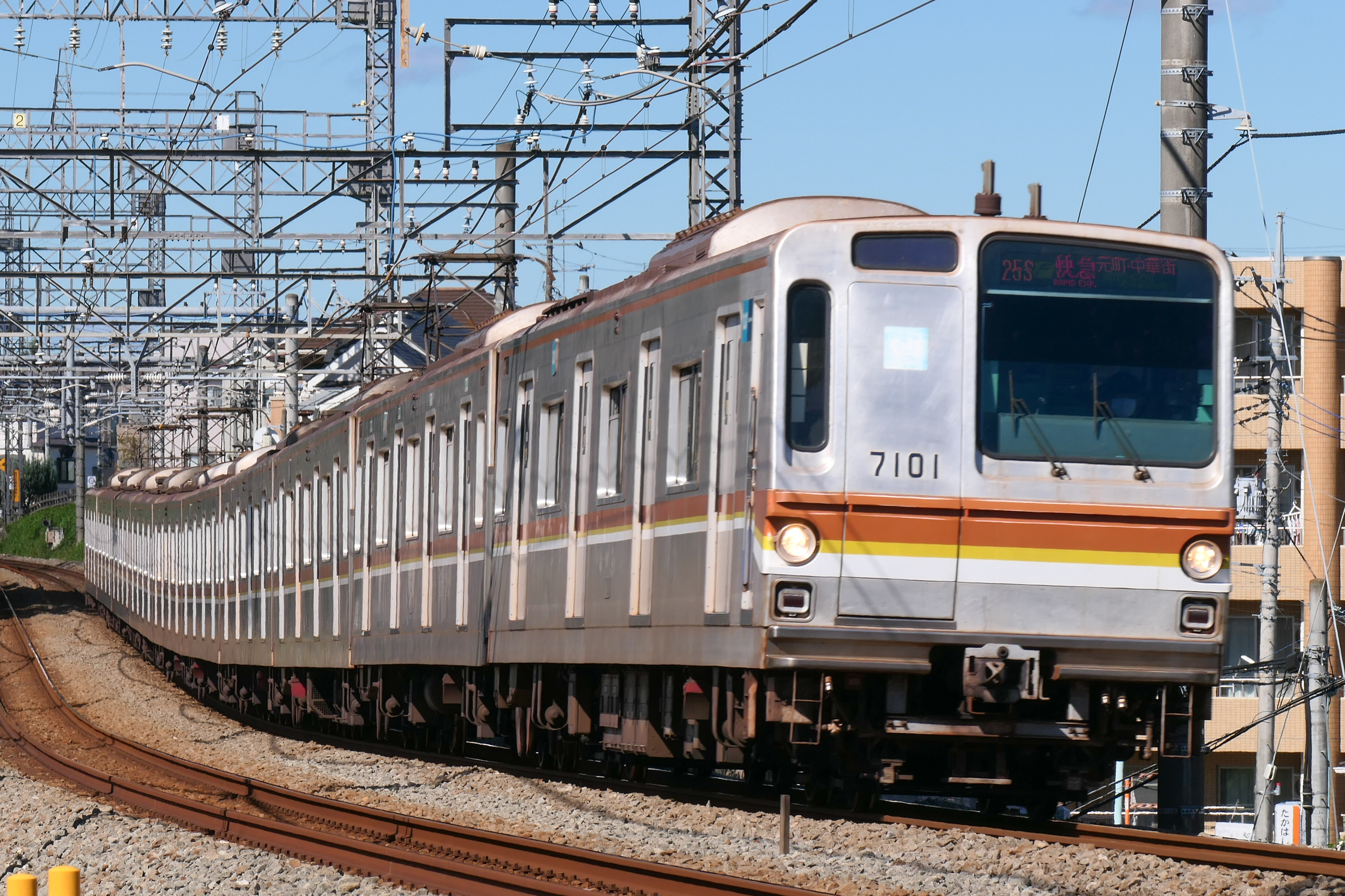
7000系（7101編組） （2021年10月2日）

### 直通車輛
列出小竹向原站－澀谷站間使用的車輛。

#### 西武鐵道
所有車輛分別屬於小手指車輛基地和武蔵丘車輛基地。
40000系
0番台（雙座位車）作為「S-TRAIN」直通運行。除代走時外，原則上不在副都心線、東急東橫線內、橫濱高速鐵道港未來線內作一般列車營業運行。50番台（長座位車）作為一般列車與6000系共通使用。
6000系
除6101、6102編組以外全部編組都直通運行。

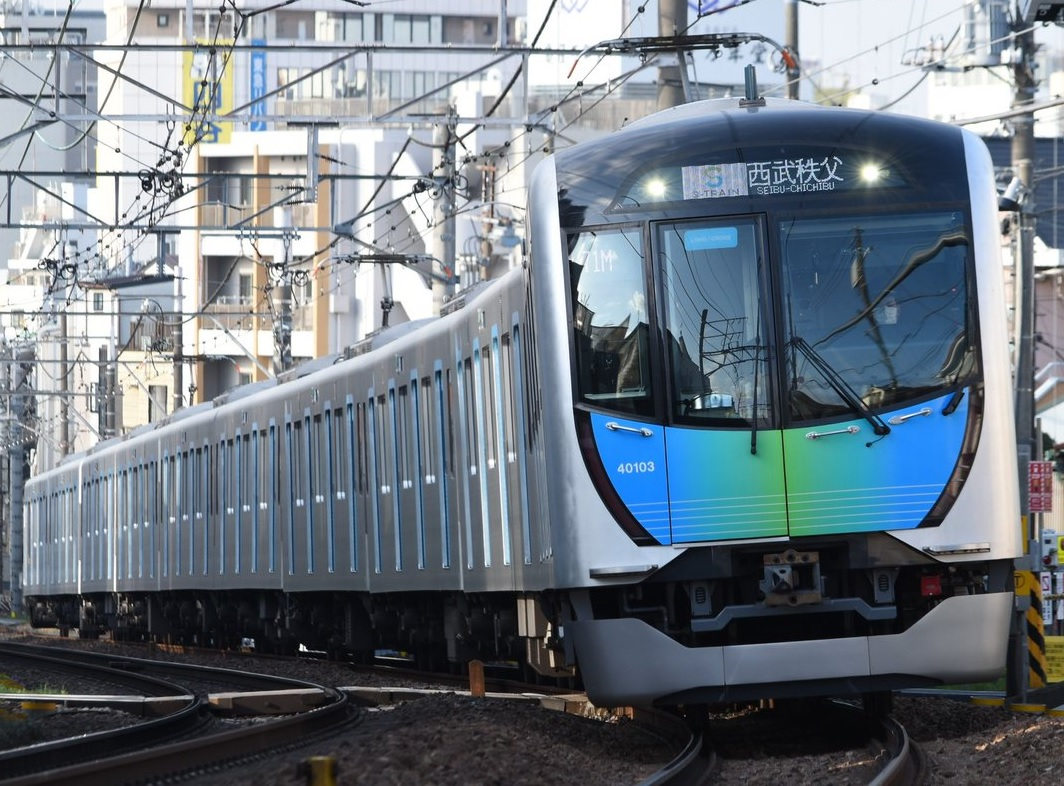
40000系（0番台）S-TRAIN（40103編組） （2018年3月18日 東急東橫線 自由丘－都立大學站間）
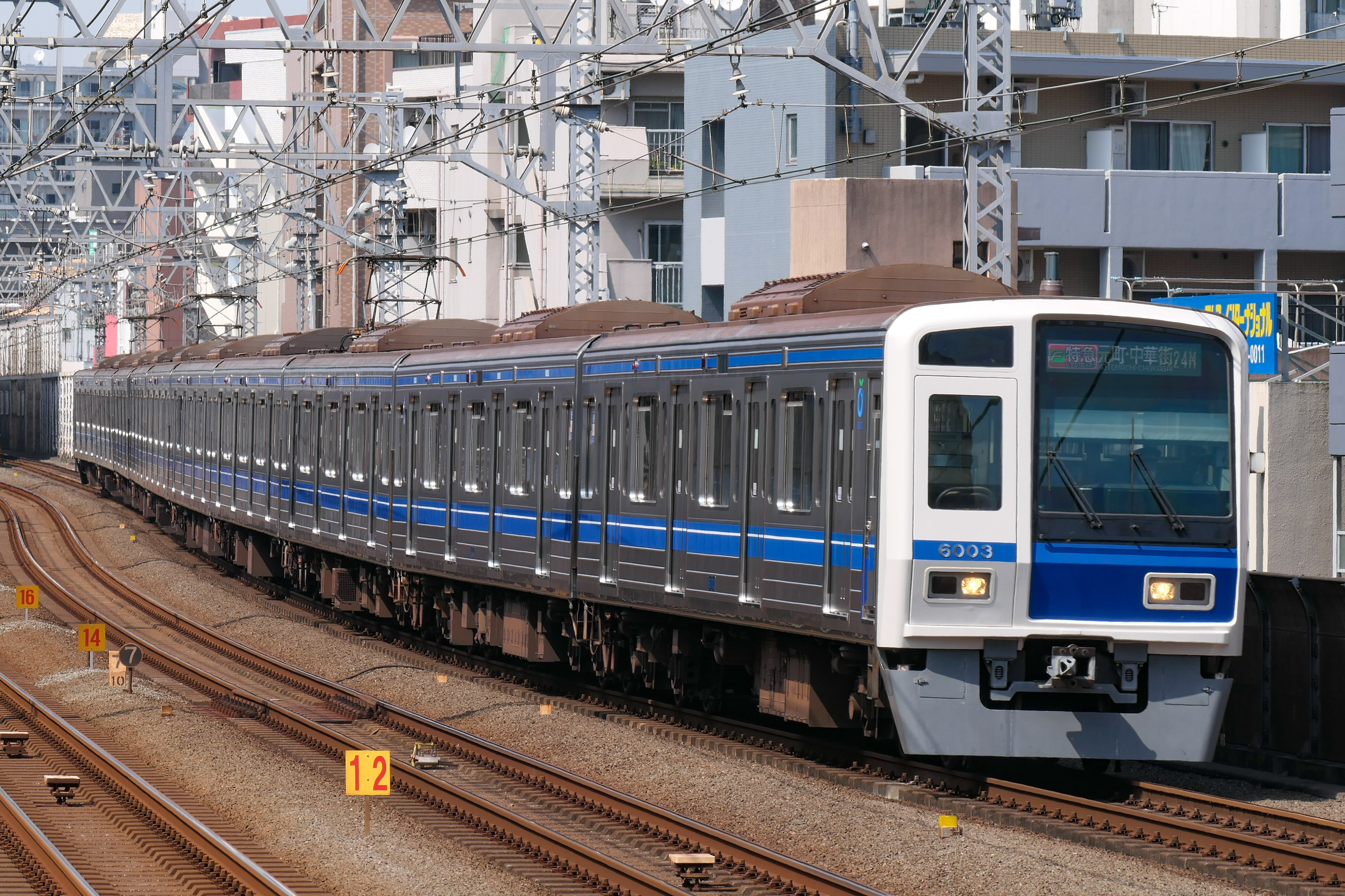
6000系（6103編組） （2021年6月15日）

#### 東武鐵道
所有車輛都屬於森林公園檢修所。
50000系50070型
現在有10節編組7班在籍，與9000系、9050系共通使用。
9000系、9050系
第1編組（9101F）以外使用10節編組9班90節（9102F－9108F、9151F、9152F）。在副都心線開業前除9101F以外都已完成編組直通對應工程。以電機子斬波控制的9000系是用於東京地下鐵、東急東橫線與橫濱高速鐵道港未來線車輛當中唯一不使用VVVF控制的車輛。

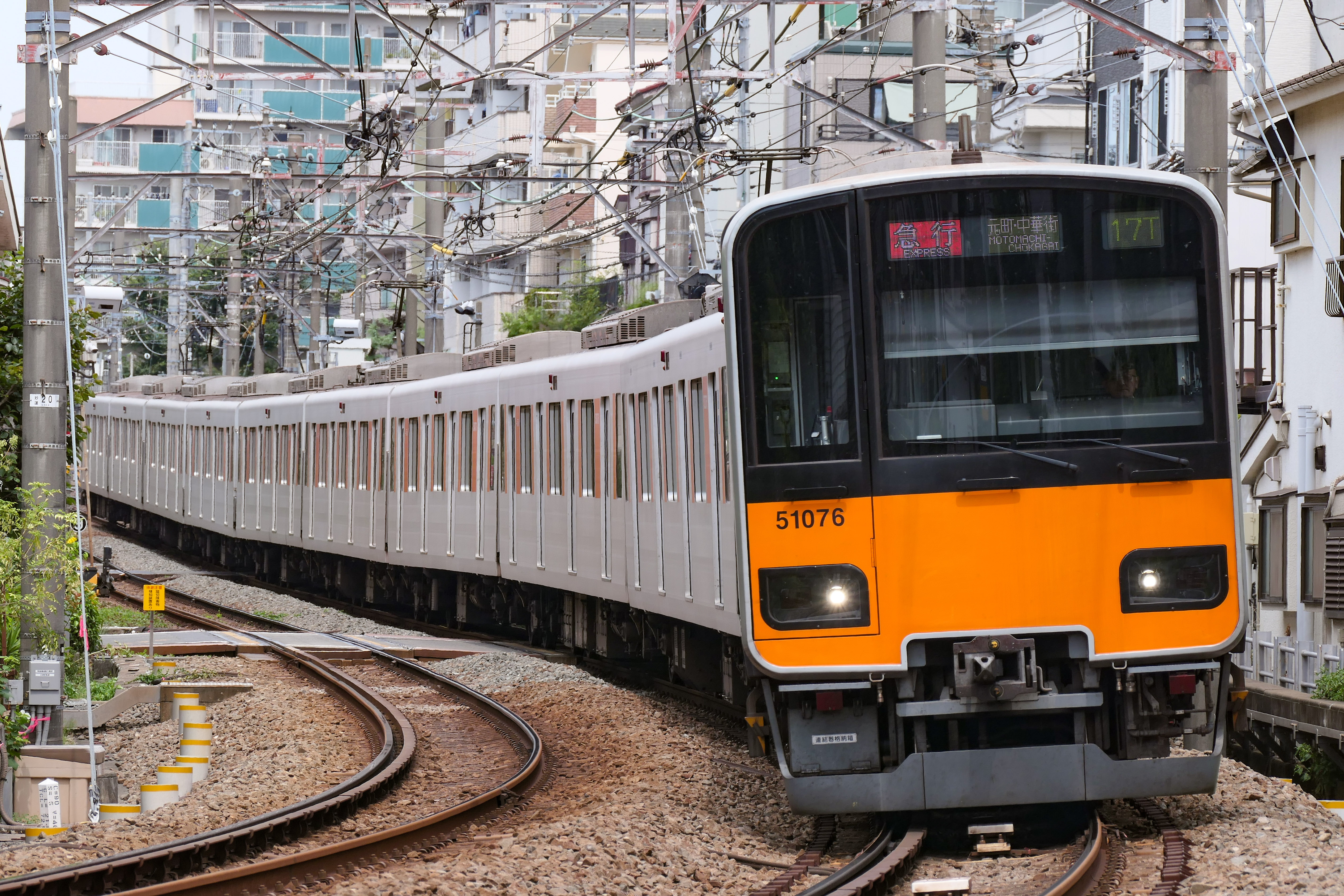
50000系50070型（51076編組） （2019年8月20日）
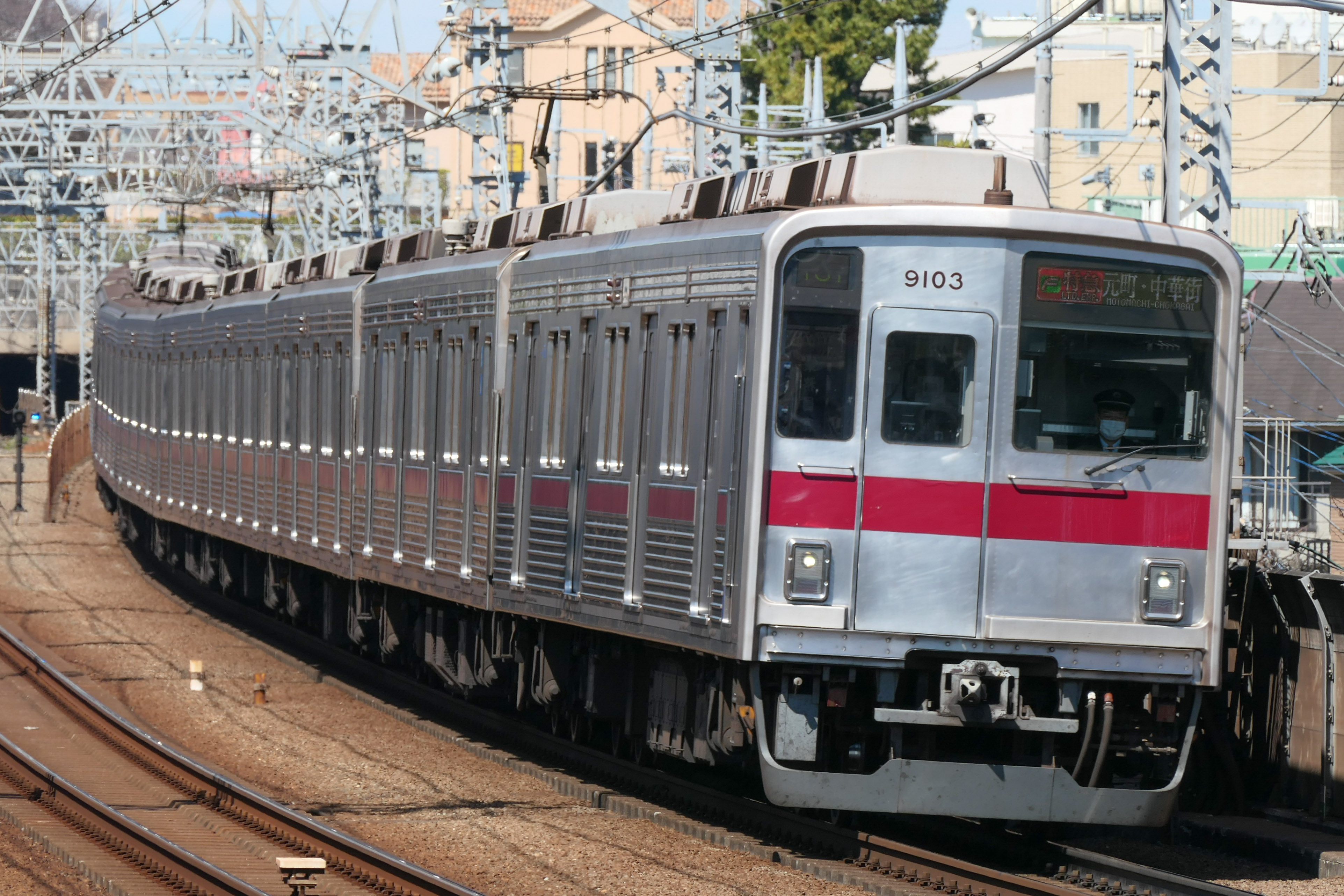
9000系（9103編組） （2021年3月14日）
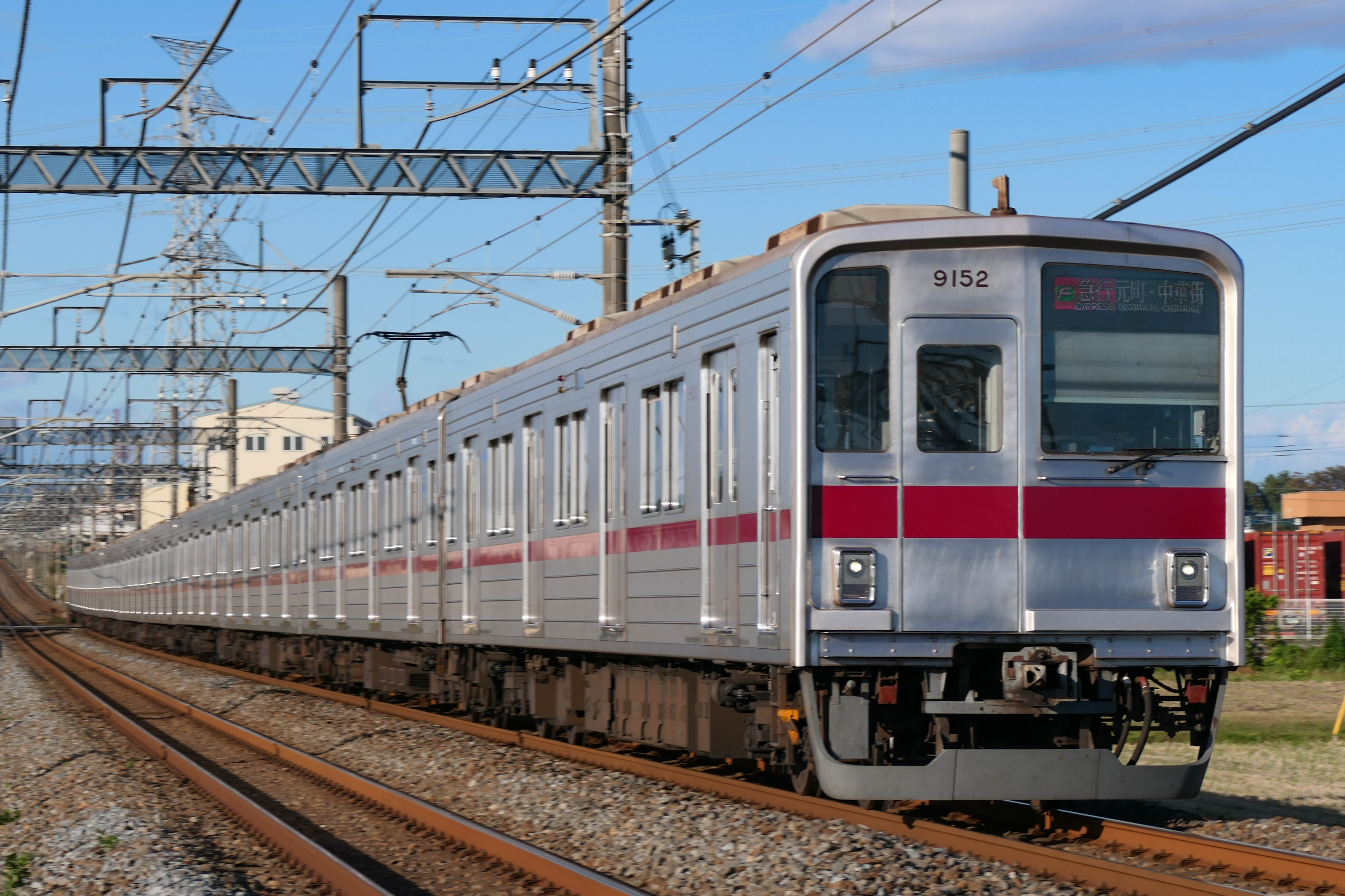
9050系 （9152編組） （2021年10月23日）

#### 東急電鐵、橫濱高速鐵道

橫濱高速鐵道車輛
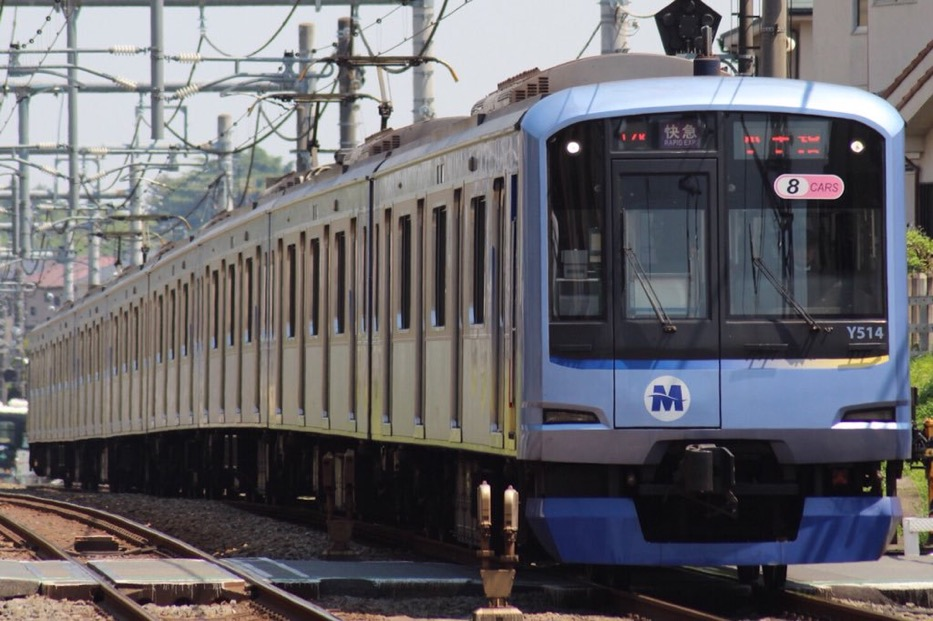
Y500系（Y514編組） （2018年5月6日）

所有車輛都屬於元住吉檢車區。
5000系、5050系（包括4000番台）
Y500系
2013年3月16日起東急東橫線、橫濱高速鐵道港未來線開始直通運行時開始直通。全部編組都可以直通。東急電鐵車輛與橫濱高速鐵道車輛可通用。直通運行前的2012年9月起，東急5050系4104F、4105F、5155F各編組已進行副都心線、有樂町線、東武東上線、西武池袋線各線先行營業運行。

東急電鐵車輛
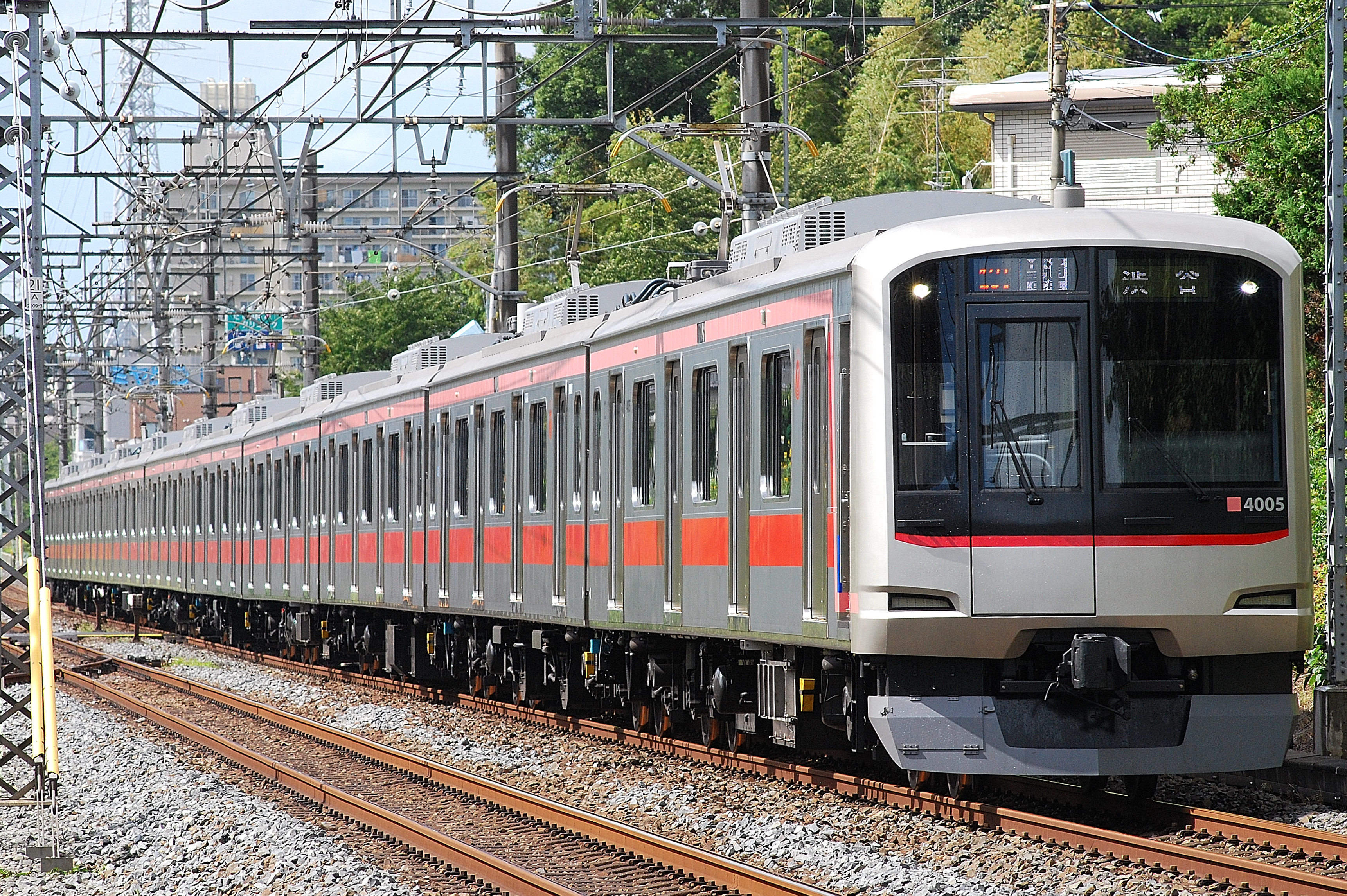
5050系4000番台（4105編組） （2018年3月16日 東武東上線 志木站－柳瀨川站間）
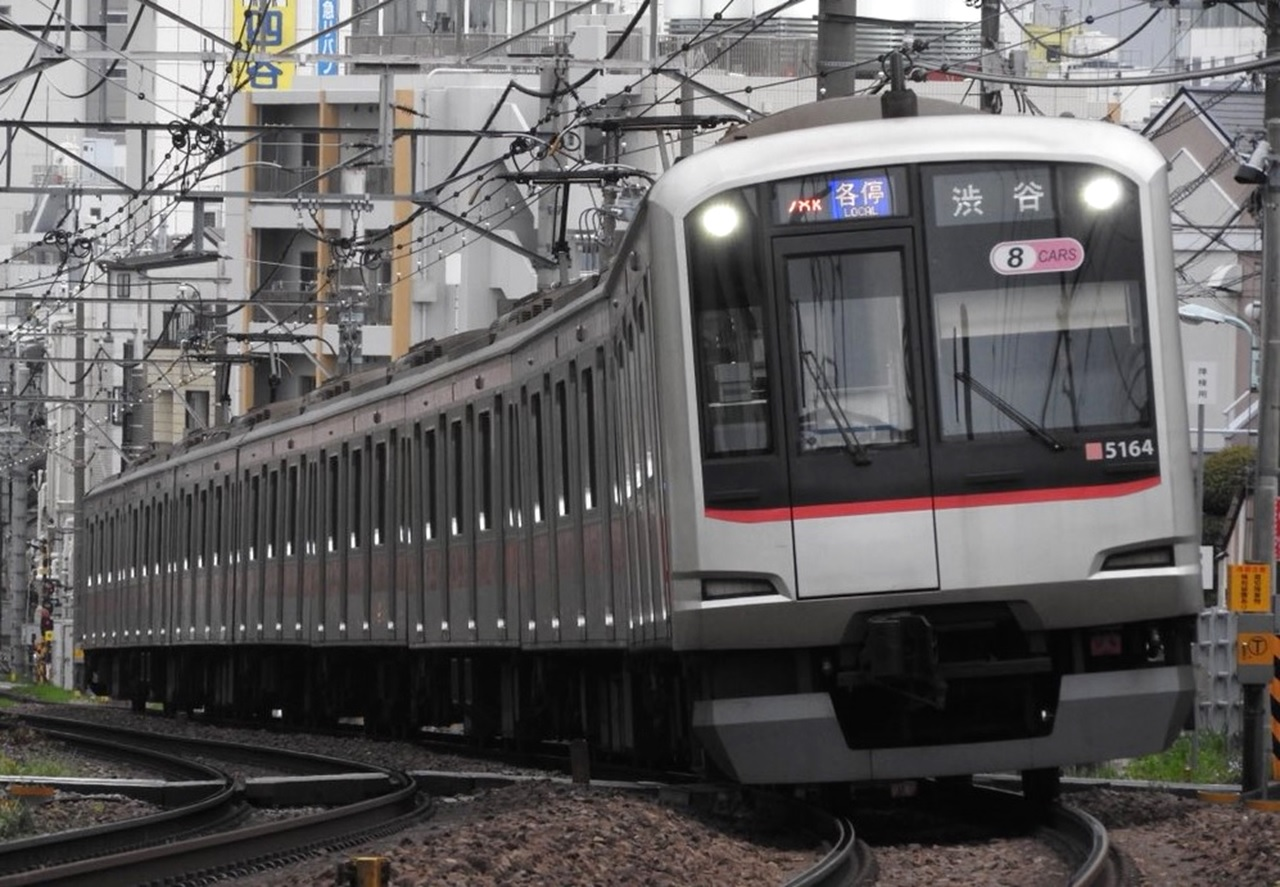
5050系 （2017年8月25日 東急東橫線 自由丘站－都立大學站間）

- 橫濱高速鐵道車輛
- Y500系（Y514編組）
（2018年5月6日）

相模鉄道
所有車輛都屬於柏台車輛中心。
- 20000系

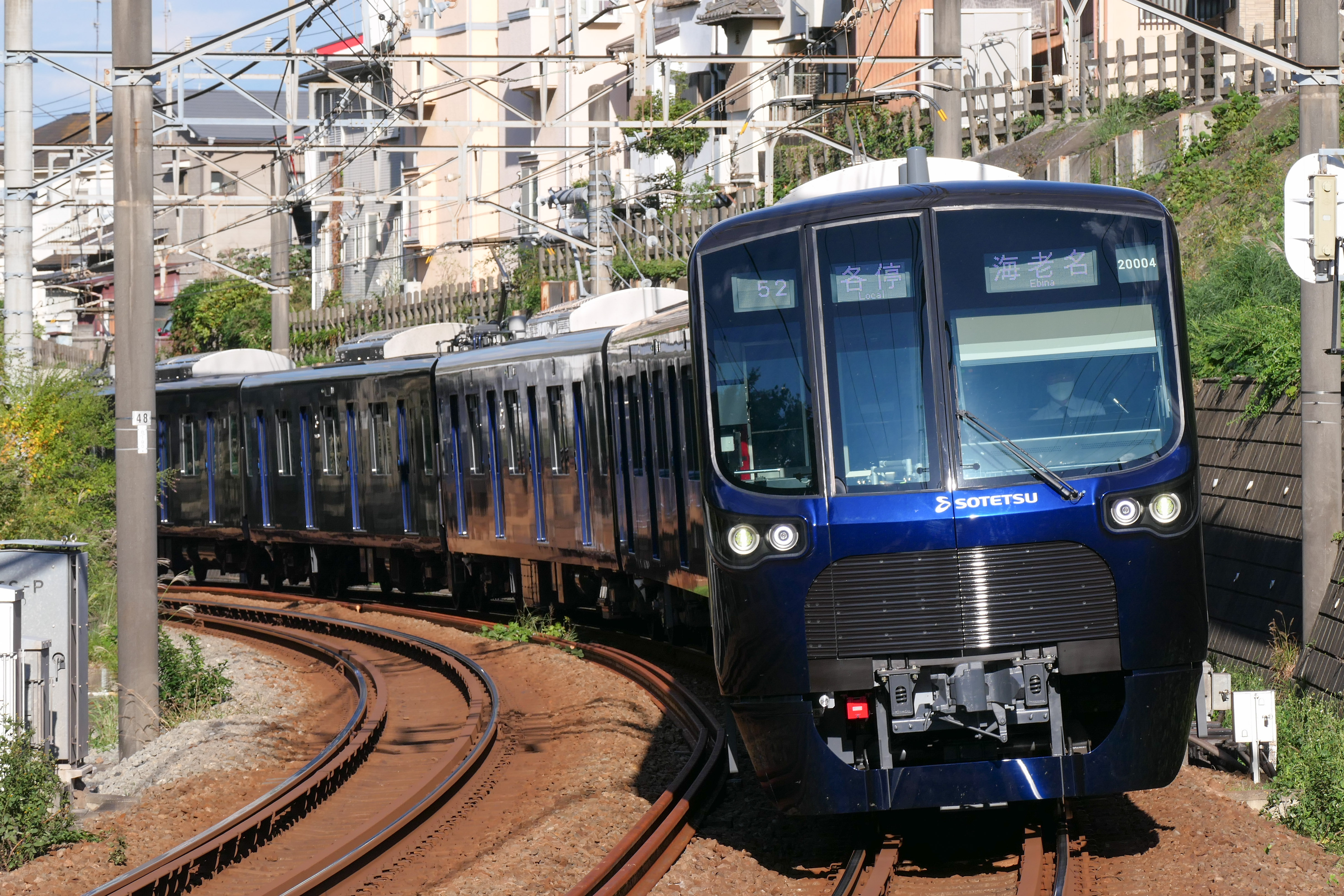
20000系 （2020年10月）

### 車次編號
可根據列車編號分辨是哪一間公司的車輛運行。2020年3月14日改正時刻表後，東京地下鐵車輛的車次編號末尾字母為「S」（8節編組為01S－19S／10節編組為21S－97S的奇数編號）、「M」為西武鐵道車輛（02M－38M的偶數編號）、「T」為東武鐵道車輛（01T－23T的奇數編號）、「K」為東急電鐵車輛（8節編組橫濱高速鐵道車輛與共通的01K－35K／10節編組為51K－60K／時刻表混亂時為41K－46K）。車次編號為6位數字顯示，東橫線、港未來線以前3位車次編號顯示，700番台為東京地下鐵車輛，100番台為西武鐵道車輛，000番台為東急電鐵、橫濱高速鐵道車輛，800番台為東武鐵道車輛（例外是「01S」為東橫線、港未來線的「701」）。車次編號可在『MY LINE 東京時刻表』（交通新聞社）等確認。
10節編組與有樂町線共通，西武車也只直通至和光市站。多數使用地下鐵車輛，一部分使用東急車、西武車與東武車。8節編組大半用於平日和週末假日，地下鐵車輛用於澀谷始發的東急東橫線、港未來線直通列車。2016年3月26日時刻表改正，東武東上線內急行運行開始起，日間直通路段延長至森林公園站，平日日間恢復使用東武車。
2013年3月16日改正時刻表，東京地下鐵車輛為10節編組2班與8節編組3班在東急元住吉檢車區夜間停泊，10節編組各1班為西武的武藏丘車輛基地停泊與東武的森林公園檢修區夜間停泊。東京地下鐵車輛基地和光檢車區有2班東武，2班東急、橫濱高速車輛的8節編組與10節編組，1班西武車輛，新木場車輛基地在夜間停泊1班西武車。

## 車站列表
- 車站編號往A線方向（和光市往澀谷的方向）增加。
- 各停列車停靠所有車站，因此省略。

範例
- ●：停靠，｜：通過

| 車站編號     | 中文站名           | 日文站名     | 英文站名     | 站間距離     | 累計距離     | 通勤急行 | 急行 | S-Train | 接續路線、備註 | 所在地 | 所在地 |
| ------------ | ------------------ | ------------ | ------------ | ------------ | ------------ | --- | --- | --- | --- | --- | --- |
| 直通運行路段 | 直通運行路段       | 直通運行路段 | 直通運行路段 | 直通運行路段 | 直通運行路段 | 和光市站起直通運行至 東上本線小川町站 小竹向原站起途經 西武有樂町線練馬站直通運行至 池袋線飯能站 | 和光市站起直通運行至 東上本線小川町站 小竹向原站起途經 西武有樂町線練馬站直通運行至 池袋線飯能站 | 和光市站起直通運行至 東上本線小川町站 小竹向原站起途經 西武有樂町線練馬站直通運行至 池袋線飯能站 | 和光市站起直通運行至 東上本線小川町站 小竹向原站起途經 西武有樂町線練馬站直通運行至 池袋線飯能站 | 和光市站起直通運行至 東上本線小川町站 小竹向原站起途經 西武有樂町線練馬站直通運行至 池袋線飯能站 | 和光市站起直通運行至 東上本線小川町站 小竹向原站起途經 西武有樂町線練馬站直通運行至 池袋線飯能站 |
| F-01         | 和光市             |              |              | -            | 0.0          | ● | ● | | 東武鐵道： 東上本線（TJ-11）（直通運行。參見上述） 東京地下鐵： 有樂町線（Y-01、共用） | 埼玉縣 和光市 | 埼玉縣 和光市 |
| F-02         | 地鐵成增           |              |              | 2.2          | 2.2          | ● | ｜ | | 東京地下鐵： 有樂町線（Y-02、共用） 東武鐵道： 東上本線（成增：TJ-10）（※沒有聯絡運輸） | 東京都 | 板橋區 |
| F-03         | 地鐵赤塚           |              |              | 1.4          | 3.6          | ● | ｜ | | 東京地下鐵： 有樂町線（Y-03、共用） 東武鐵道： 東上本線（下赤塚站：TJ-09）（※無連絡運輸） | 東京都 | 練馬區 |
| F-04         | 平和台             |              |              | 1.8          | 5.4          | ● | ｜ | | 東京地下鐵： 有樂町線（Y-04、共用） | 東京都 | 練馬區 |
| F-05         | 冰川台             |              |              | 1.4          | 6.8          | ● | ｜ | | 東京地下鐵： 有樂町線（Y-05、共用） | 東京都 | 練馬區 |
| F-06         | 小竹向原           |              |              | 1.5          | 8.3          | ● | ● | ◇ | 西武鐵道： 西武有樂町線（SI37）（有自澀谷方向起的直通運行。參見上段） 東京地下鐵： 有樂町線（Y-06、共用） | 東京都 | 練馬區 |
| F-07         | 千川               |              |              | 1.1          | 9.4          | ｜ | ｜ | ｜ | 東京地下鐵： 有樂町線（Y-07） | 東京都 | 豐島區 |
| F-08         | 要町               |              |              | 1.0          | 10.4         | ｜ | ｜ | ｜ | 東京地下鐵： 有樂町線（Y-08） | 東京都 | 豐島區 |
| F-09         | 池袋               |              |              | 0.9          | 11.3         | ● | ● | ● | 東京地下鐵： 丸之內線（M-25）、 有樂町線（Y-09）（新木場方向） 東日本旅客鐵道： 埼京線（JA12）、 湘南新宿線（JS21）、 山手線（JY13） 東武鐵道： 東上本線（TJ-01） 西武鐵道： 池袋線（SI01）                               | 東京都 | 豐島區 |
| F-10         | 雜司谷             |              |              | 1.8          | 13.1         | ｜ | ｜ | ｜ | 東京都電車： 荒川線（東京櫻花有軌電車）（鬼子母神前：SA 27） | 東京都 | 豐島區 |
| F-11         | 西早稻田           |              |              | 1.5          | 14.6         | ｜ | ｜ | ｜ | | 東京都 | 新宿區 |
| F-12         | 東新宿             |              |              | 0.9          | 15.5         | ｜ | ｜ | ｜ | 可待避站 都營地下鐵： 大江戶線（E-02） | 東京都 | 新宿區 |
| F-13         | 新宿三丁目         |              |              | 1.1          | 16.6         | ● | ● | ● | 東京地下鐵： 丸之內線（M-09） 都營地下鐵： 新宿線（S-02） ※2013年3月16日起，部分的自由車票可以開始進行以下連絡運輸 西武鐵道： 新宿線（西武新宿：SS01）                                                                    | 東京都 | 新宿區 |
| F-14         | 北參道             |              |              | 1.4          | 18.0         | ｜ | ｜ | ｜ | | 東京都 | 澀谷區 |
| F-15         | 明治神宮前〈原宿〉 |              |              | 1.2          | 19.2         | ｜ | ● | ｜ | 東京地下鐵： 千代田線（C-03） 東日本旅客鐵道： 山手線（原宿：JY19） | 東京都 | 澀谷區 |
| F-16         | 澀谷               |              |              | 1.0          | 20.2         | ● | ● | ● | 東急電鐵： 東橫線（TY01）（設有直通運行。參見下述）、 田園都市線（DT01） 東京地下鐵： 銀座線（G-01）、 半藏門線（Z-01） 東日本旅客鐵道： 山手線（JY20）、 埼京線（JA10）、 湘南新宿線（JS19） 京王電鐵： 井之頭線（IN01） | 東京都 | 澀谷區 |
| 直通運行路段 | 直通運行路段       | 直通運行路段 | 直通運行路段 | 直通運行路段 | 直通運行路段 | 澀谷站途經 東橫線橫濱站直通運行至 港未來線元町·中華街站 途經 東急東横線・ 東急新横濱線・ 相鐵新横濱線運行至 相鐵本線海老名站 途經 東急東横線・ 東急新横濱線・ 相鐵新横濱線・ 相鉄本線運行至 相鉄泉野線湘南台站 | 澀谷站途經 東橫線橫濱站直通運行至 港未來線元町·中華街站 途經 東急東横線・ 東急新横濱線・ 相鐵新横濱線運行至 相鐵本線海老名站 途經 東急東横線・ 東急新横濱線・ 相鐵新横濱線・ 相鉄本線運行至 相鉄泉野線湘南台站 | 澀谷站途經 東橫線橫濱站直通運行至 港未來線元町·中華街站 途經 東急東横線・ 東急新横濱線・ 相鐵新横濱線運行至 相鐵本線海老名站 途經 東急東横線・ 東急新横濱線・ 相鐵新横濱線・ 相鉄本線運行至 相鉄泉野線湘南台站 | 澀谷站途經 東橫線橫濱站直通運行至 港未來線元町·中華街站 途經 東急東横線・ 東急新横濱線・ 相鐵新横濱線運行至 相鐵本線海老名站 途經 東急東横線・ 東急新横濱線・ 相鐵新横濱線・ 相鉄本線運行至 相鉄泉野線湘南台站            | 澀谷站途經 東橫線橫濱站直通運行至 港未來線元町·中華街站 途經 東急東横線・ 東急新横濱線・ 相鐵新横濱線運行至 相鐵本線海老名站 途經 東急東横線・ 東急新横濱線・ 相鐵新横濱線・ 相鉄本線運行至 相鉄泉野線湘南台站 | 澀谷站途經 東橫線橫濱站直通運行至 港未來線元町·中華街站 途經 東急東横線・ 東急新横濱線・ 相鐵新横濱線運行至 相鐵本線海老名站 途經 東急東横線・ 東急新横濱線・ 相鐵新横濱線・ 相鉄本線運行至 相鉄泉野線湘南台站 |

1. ↑  和光市站為與其他公司接續的共同使用站，是東武鐵道的管轄站。
2. ↑  小竹向原站為與其他公司接續的共同使用站，是東京地下鐵的管轄站。
3. ↑  澀谷站為與其他公司接續的共同使用站，是東急電鐵的管轄站。

### 來源
1. 1 2 3 4  東京地下鉄道副都心線建設史、p.760。
2. ↑  . 東京都.   [2021-07-31]. （原始内容 (XLS)存档于2022-03-27）.
3. ↑  営業状況 （页面存档备份，存于） - 東京地下鉄
4. ↑  川島令三 (编). . 草思社. 2000: 170. ISBN 978-4-794-20967-2.
5. ↑  東急東横線と営団13号線の相互直通運転実施を決定 （页面存档备份，存于） - 東京急行電鉄 （2002年1月29日）
6. ↑  有楽町線の発車メロディを制作しました （页面存档备份，存于） - 株式会社スイッチ、2011年4月6日。
7. ↑   (PDF) (新闻稿). 東京急行電鉄. 2012-07-24  [2012-07-24]. （原始内容存档 (PDF)于2014-03-31）.[]
8. ↑   (PDF) (新闻稿). 東京地下鉄. 2012-07-24  [2012-07-24]. （原始内容 (PDF)存档于2012-08-02）.
9. ↑   (PDF) (新闻稿). 東武鉄道. 2012-07-24  [2012-07-24]. （原始内容 (PDF)存档于2012-08-13）.
10. ↑   (PDF) (新闻稿). 西武鉄道. 2012-07-24  [2012-07-24]. （原始内容 (PDF)存档于2012-08-13）.
11. ↑   (PDF) (新闻稿). 東京地下鉄. 2013-12-20  [2014-01-27]. （原始内容存档 (PDF)于2016-03-04）.
12. ↑   (PDF) (新闻稿). 東京地下鉄. 2015-03-10  [2015-03-30]. （原始内容 (PDF)存档于2015-03-19）.
13. ↑   (PDF) (新闻稿). 東京地下鉄. 2019-01-29  [2019-03-16]. （原始内容存档 (PDF)于2019-01-29）.
14. ↑   (PDF) (新闻稿). 東京地下鉄. 2021-02-21  [2021-02-21]. （原始内容 (PDF)存档于2021-02-21） （日语）.
15. ↑  . 朝日新聞. 2021-02-21  [2021-02-21]. （原始内容存档于2021-02-21）.
16. ↑   (PDF). 東京地下鉄. 2016年6月16日  [2016年6月17日]. （原始内容存档 (PDF)于2016年7月5日）.
17. 1 2   (PDF) (新闻稿). 西武鉄道／東京地下鉄／東京急行電鉄／横浜高速鉄道. 2017-01-10  [2020-03-09]. （原始内容存档 (PDF)于2018-12-11） （日语）.
18. ↑  2013年3月16日（土） ダイヤ改正を実施しますPDF - 西武鉄道、2013年1月22日、2013年1月23日閲覧
19. ↑  日比谷線、 東西線、 千代田線、 有楽町線、半蔵門線、 副都心線のダイヤを改正しますPDF - 東京地下鉄、2015年12月18日
20. ↑  副都心線で運転する、速達性の高い直通列車の愛称名を『Ｆライナー』といたします。PDF - 東京地下鉄、2015年12月18日
21. ↑  新愛称「Fライナー」、メトロ副都心線系統に来春導入 （页面存档备份，存于） - 乗りものニュース、2015年12月18日
22. ↑   (PDF) (新闻稿). 東京地下鉄. 2019-11-11  [2020-03-09]. （原始内容 (PDF)存档于2020-01-06） （日语）.
23. ↑  東急5050系が西武鉄道池袋線で営業運転開始 （页面存档备份，存于） - 『鉄道ホビダス』 RMニュース 2012年9月10日
24. ↑  「西武横濱ベイサイドきっぷ」、「西武東急線トライアングルチケット」を発売！PDF - 西武鉄道、2013年2月19日。

## 外部連結
- 副都心線/F | 路線、車站資訊 | 東京地下鐵 （页面存档备份，存于）